# Mouriri tessmannii
Mouriri tessmannii är en tvåhjärtbladig växtart som beskrevs av Markgr.. Mouriri tessmannii ingår i släktet Mouriri och familjen Melastomataceae.
Artens utbredningsområde är Peru. Inga underarter finns listade i Catalogue of Life.